# In the End
«In the End» (укр. Зрештою) — пісня американського рок-гурту Linkin Park, четвертий сингл з їхнього дебютного альбому Hybrid Theory, що вийшов 2000 року.
Основним автором пісні є один з двох співаків Linkin Park Майк Шінода, який вирішив створити більш доступну композицію, ніж решта матеріалу гурту, поєднавши важкий метал, хіп-хоп та електронну музику із попмузикою. Похмурий текст пісні описує невдалі стосунки, які призвели до розчарування та ненависті до себе: «Я так старався і так далеко зайшов, але зрештою, це навіть не має значення» — співав в емоційному приспіві Честер Беннінгтон.
Сингл «In the End» посів першу сходинку в американському чарті Billboard Modern Rock та другу позицію в хіт-параді синглів Hot 100, посприявши зростанню популярності гурту. Попри скептичне ставлення музичних критиків одразу після виходу пісні, з часом вона стала вважатися найкращою композицією в доробку Linkin Park та однією з найпопулярніших, найбільш впливових та комерційно успішних рок-пісень XXI століття.

## Історія створення
«In the End» — одна з перших пісень американського рок-гурту Linkin Park, створеного наприкінці 1990-х років у Каліфорнії. Спочатку колектив мав назву «Xero», але після декількох змін у складі його перейменували на «Hybrid Theory». До складу гурту зрештою увійшли вокалісти Майк Шінода і Честер Беннінгтон, гітарист Бред Делсон, барабанщик Роб Бурдон, діджей Джо Ган та бас-гітарист Дейв Фаррел. Музиканти грали важкий метал з елементами хіп-хопу та електронної музики.

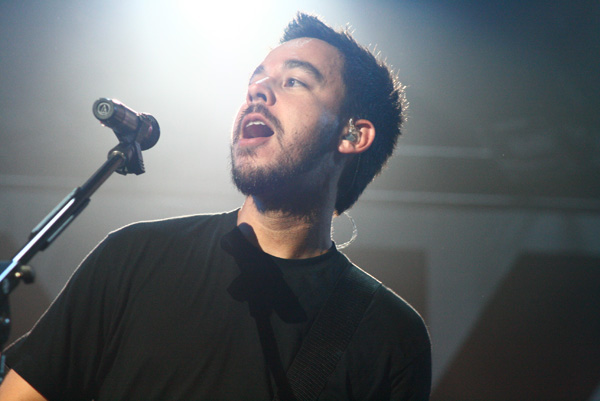
Основний автор пісні Майк Шінода

«In the End» була однією з дванадцяти композицій, що увійшли до дебютного альбому гурту. Її автором став Майк Шінода, що записав демоверсію пісні вночі на репетиційній базі Linkin Park в Голлівуді. Він працював у приміщенні, в якому не було вікон, тому навіть не слідкував за часом доби та заснув, лише коли втомився. За словами барабанщика Роба Бурдона, гуртові була потрібна більш мелодійна та позачасова композиція, не схожа на їхній тогочасний репертуар, і коли наступного ранку до студії прийшли інші музиканти та послухали демо, то визнали, що Шіноді вдалося цього досягнути. «Не думаю, що ми передбачали, настільки успішною буде [пісня], але тоді ми знали, що вона була найдоступнішою річчю з тих, що ми робили» — пояснював автор. Беннінгтону композиція спочатку настільки не сподобалася, що він навіть не хотів додавати її до альбому, але врешті-решт погодився під впливом інших учасників колективу.
Віцепрезидент звукозаписувальної компанії Zomba Music Джеф Блю, який свого часу запропонував гуртові прослухати Честера Беннінгтона, допоміг їм підписати контракт на випуск дебютного альбому з лейблом Warner Bros. Музиканти відмовилися від назви «Hybrid Theory», щоб уникнути плутанини із британським гуртом Hybrid, і перейменувались на Linkin Park. «Hybrid Theory» натомість став назвою майбутньої платівки колективу. Її продюсером було обрано Дона Гілмора, бо музикантам подобалася його нещодавня співпраця з гуртом Good Charlotte.
Учасники запису
- Честер Беннінгтон — вокал
- Роберт Бурдон — барабани, бек-вокал
- Бред Делсон — гітари, бас-гітара, бек-вокал
- Джозеф Ган — семплінг, бек-вокал
- Майк Шінода — MC, вокал, біти, семплінг
- Девід Фаррел — бас-гітара

- Автори пісні — Linkin Park
- Продюсер — Дон Гілмор
- Зведення — Енді Воллес
- Виконавчий продюсер — Джеф Блю

- Записано в студії NRG Recordings (Лос-Анджелес)
- Зведено в студії Soundtrack (Нью-Йорк)
- Мастеринг в студії Bernie Gardner Mastering (Лос-Анджелес)[6][7]

## Текст і музика
За словами Майка Шіноди, «In the End» розповідає про «дивну боротьбу з безнадійністю та ефемерною природою часу та нашого життя». В ній співається про невдалі стосунки, які призвели ліричного героя до розчарування та ненависті до себе. На початку він звертається до себе: «Одна річ, я не знаю, чому саме, але не має значення, як сильно ти стараєшся» (англ. One thing, I don't know why / It doesn't even matter how hard you try). Далі він повторює ті самі питання знову та знову, усвідомлюючи власні невдачі та змарновані зусилля, але не має відповідей. В емоційному приспіві, який виконує Честер Беннінгтон, герой визнає, що він «так старався і так далеко зайшов, але зрештою, це навіть не має значення» (англ. I tried so hard and got so far, but in the end, it doesn’t even matter). Інтроспективний характер пісні був протилежним тому, про що тоді співали інші популярні ню-метал-гурти, на кшталт Limp Bizkit: «Ми не хотіли писати „Я вдарю вас по обличчю“ або „Я такий розлючений“ тощо. Багато з цього було в ефірі, але ми врівноважували це самоаналізом та іншими речами про себе», — визнавав Шінода. Іншою відмінністю від звичних ліричних композицій та рок-балад було те, що пісня не містила жодних висновків або рішень.
Прямолінійна структура пісні з куплетною формою та простим тактовим розміром 4/4 є характерною для попмузики. Композиція розпочинається з інструментального вступу із коротким рифом, зіграним на фортепіано; слідом чергуються два куплети з речитативом Майка Шіноди та два приспіви у виконанні Честера Беннінгтона; закінчується вона бриджем та останнім приспівом. Протягом куплетів Шіноди, в яких описується боротьба та пошук виходу з ситуації, поступово збільшується напруження, а короткі приспіви Беннінгтона призводять до вивільнення емоцій. Музичний стиль композиції поєднує елементи рок-музики, електронної музики та хіп-хопу. Як багато інших пісень Linkin Park, «In the End» виконується на електрогітарі зі зниженим відкритим строєм Open C♯ (C♯ G♯ C♯ F♯ A♯ D♯): куплет складається лише з натуральних флажолетів, а приспів — із павер-акордів на трьох струнах.
Демозапис «In the End», який увійшов до ювілейного видання Hybrid Theory, продемонстрував, що перша версія пісні відрізнялася від її фінального варіанту. Так, її структура і текст вступу та приспівів збігалися, але текст обох куплетів Шіноди був відмінним. Також чорнова версія була довшою через розширений бридж: рядки, що розпочинаються зі слів «I've put my trust in you», повторювалися не два рази, а три.

## Випуск альбому та синглу
Альбом Hybrid Theory, до якого увійшла «In the End», вийшов 24 жовтня 2000 року. Він вирізнявся серед тогочасних релізів альтернативного року сумішшю жанрів, в якій поєднувалися важкий метал, електронна музика, реп і поп. Першими трьома синглами з платівки стали «One Step Closer», «Crawling» та «Papercut», які вже зробили гурт всесвітньо популярним. «In the End» став четвертим та останнім синглом з альбому, вийшовши наприкінці 2001 року. Як пізніше писали в журналі Metal Hammer, «попередні сингли… миттєво стали хітами серед роздратованих підлітків, які любили важку музику, але „In The End“ змінив правила гри, зробивши гурт справді всюдисущим». За підсумками 2001 року Hybrid Theory був найбільш продаваним альбомом із 4,8 млн примірників, випередивши релізи Shaggy, 'N Sync, Enya, Staind та інших виконавців.

### Хіт-паради
Пісня «In the End» з'явилася в ротації американських радіостанцій влітку 2001 року, дебютувавши в чарті пісень альтернативного року, опублікованому в часописі Billboard 13 липня. Врешті-решт вона посіла перше місце в чарті Modern Rock, що стало першим подібним досягненням для Linkin Park. Композиція залишалася у хіт-параді рекордні 44 тижні поспіль між серпнем 2001 та червнем 2002 року. Також вона посіла друге місце в основному хіт-параді синглів Hot 100, що стало найвищим показником за всю історію гурту, та третю сходинку в чарті Mainstream Rock.
2009 року «In the End» посіла друге місце в чартах рок-музики та альтернативного року за підсумками десятиріччя, опублікованих у Billboard, поступившись відповідно «How You Remind Me» гурту Nickelback та «Headstrong» колективу Trapt.
2017 року «In the End» повернулася до американських та світових чартів, що було спричинено смертю вокаліста Linkin Park Честера Беннінгтона.
| Хіт-парад                                 | Найвища позиція |
| 2001–2002                                 | 2001–2002       |
| ----------------------------------------- | --------------- |
| США (Billboard Hot 100)                   | 2               |
| США (Adult Top 40)                        | 15              |
| США (Alternative Songs)                   | 1               |
| США (Mainstream Rock)                     | 3               |
| США (Mainstream Top 40)                   | 1               |
| Австралія (ARIA)                          | 4               |
| Австрія (Ö3 Austria Top 75)               | 6               |
| Бельгія (Ultratop Flanders)               | 12              |
| Бельгія (Ultratop Wallonia)               | 26              |
| Велика Британія (Official Charts Company) | 8               |
| Данія (Tracklisten)                       | 3               |
| Європа(Eurochart Hot 100)                 | 14              |
| Ірландія (IRMA)                           | 16              |
| Італія (FIMI)                             | 5               |
| Канада (CHR Nielsen BDS)                  | 4               |
| Нова Зеландія(RIANZ)                      | 10              |
| Нідерланди (Dutch Top 40)                 | 5               |
| Німеччина (GfK)                           | 4               |
| Румунія (Romanian Top 100)                | 99              |
| Франція (SNEP)                            | 40              |
| Хорватія (HRT)                            | 8               |
| Швейцарія (Media Control AG)              | 4               |
| Швеція (Sverigetopplistan)                | 3               |
| Шотландія (Official Charts Company)       | 7               |
| Після 2017 року                           |                 |
| Billboard Global 200                      | 45              |
| США (Hot Rock Songs)                      | 3               |
| Австрія (Ö3 Austria Top 75)               | 6               |
| Греція (IFPI)                             | 66              |
| Іспанія (PROMUSICAE)                      | 89              |
| Канада (Canadian Hot 100)                 | 30              |
| Португалія (AFP)                          | 21              |
| Словаччина (Singles Digital Top 100)      | 16              |
| Угорщина (Stream Top 40)                  | 5               |
| Франція (SNEP)                            | 23              |
| Фінляндія (Suomen virallinen lista)       | 19              |
| Чехія (Singles Digital Top 100)           | 8               |

| Хіт-парад                                    | Позиція |
| 2001                                         | 2001    |
| -------------------------------------------- | ------- |
| Велика Британія (OCC)                        | 131     |
| Німеччина (Official German Charts)           | 94      |
| Швеція (Sverigetopplistan)                   | 30      |
| 2002                                         |         |
| США (Hot 100 Singles & Tracks)               | 7       |
| США (Hot 100 Airplay)                        | 6       |
| США (Hot Mainstream Rock Tracks)             | 8       |
| США (Hot Modern Rock Tracks)                 | 2       |
| США (Hot Top 40 Tracks)                      | 10      |
| Австралія (ARIA)                             | 46      |
| Бельгія (Ultratop 50 Flanders)               | 83      |
| Бразилія (Crowley)                           | 4       |
| Європа (Eurochart Hot 100 Singles)           | 89      |
| Італія (FIMI)                                | 31      |
| Канада (Billboard Radio)                     | 12      |
| Нідерланди (Single Top 100)                  | 50      |
| 2017                                         |         |
| США (Billboard Hot Rock & Alternative Songs) | 31      |
| 2021                                         |         |
| Португалія (AFP)                             | 186     |
| 2024                                         |         |
| Billboard Global 200                         | 101     |
| Португалія (AFP)                             | 78      |

| Хіт-парад                         | Позиція   |
| 2000—2009                         | 2000—2009 |
| --------------------------------- | --------- |
| США (Billboard Rock Songs)        | 2         |
| США (Billboard Alternative Songs) | 2         |

### Список композицій
Сингл «In the End» з'явився у продажу 9 жовтня 2001 року і розповсюджувася в різних форматах із відмінним набором додаткових композицій. Звичайний компакт-диск містив концертну версію пісні «A Place for My Head» та демоверсію «Step Up» як бі-сайди. Диск у форматі Enhanced CD, окрім концертних версій «In the End» та «Points of Authority», мав відеокліп на «In the End». Нарешті, до складу DVD «In the End», окрім самої композиції, увійшов відеокліп на «Crawling» та чотири тридцятисекундних відеоінтерв'ю з учасниками гурту.
2002 року в Японії вийшов мініальбом Linkin Park: In the End (також відомий як In the End: Live & Rare), який, окрім чільної композиції, містив бі-сайди з «In the End» і попередніх синглів гурту, як-от «One Step Closer» або «Papercut».
Сингл (CD)
| #  | Назва                                                    | Автор                      | Тривалість |
| -- | -------------------------------------------------------- | -------------------------- | ---------- |
| 1. | «In the End»                                             | Linkin Park                | 3:38       |
| 2. | «A Place for My Head» (наживо на Доклендс-Арені, Лондон) | Linkin Park, Марк Вейкфілд | 3:12       |
| 3. | «Step Up» (демо 1999 року)                               | Linkin Park                | 3:54       |

Сингл (Enhanced CD)
| #  | Назва                                                    | Автор       | Тривалість |
| -- | -------------------------------------------------------- | ----------- | ---------- |
| 1. | «In the End»                                             | Linkin Park | 3:38       |
| 2. | «In the End» (наживо на BBC Radio One)                   | Linkin Park | 3:28       |
| 3. | «Points of Authority» (наживо на Доклендс-Арені, Лондон) | Linkin Park | 3:31       |
| 4. | «In the End» (відео)                                     |             | 3:36       |

Сингл (DVD)
| #  | Назва                                    | Тривалість |
| -- | ---------------------------------------- | ---------- |
| 1. | «In the End» (аудіо)                     | 3:37       |
| 2. | «Crawling» (відео)                       | 3:38       |
| 3. | «4 X 30 Seconds» (відеокліпи з інтерв'ю) | 2:14       |

Мініальбом (CD)
| #  | Назва                                                    | Автор       | Тривалість |
| -- | -------------------------------------------------------- | ----------- | ---------- |
| 1. | «In the End» (альбомна версія)                           | Linkin Park | 3:36       |
| 2. | «Papercut» (наживо на Доклендс-Арені, Лондон)            | Linkin Park | 3:11       |
| 3. | «Points of Authority» (наживо на Доклендс-Арені, Лондон) | Linkin Park | 3:26       |
| 4. | «Place for My Head» (наживо на Доклендс-Арені, Лондон)   | Linkin Park | 3:10       |
| 5. | «Step Up» (демо 1999 року)                               | Linkin Park | 3:55       |
| 6. | «My December»                                            | Майк Шинода | 4:21       |
| 7. | «High Voltage»                                           | Linkin Park | 3:45       |

### Сертифікації
Високі показники продажів «In the End» принесли синглу сертифікації в багатьох країнах. 2024 року він отримав в США «діамантову» сертифікацію, яка враховувала як продажі фізичних копій альбому, так і показники на стримінгових платформах, та відповідала еквіваленту у 10 млн проданих примірників, ставши першим синглом Linkin Park, що отримав подібну відзнаку; найближчим до нього був шість разів «платиновий» «What I've Done». Разом з тим, це було не перше «діамантове» досягнення гурту, бо альбом Hybrid Theory отримав «діамантовий» статус із 10 млн проданих примірників ще 2005 року. 
| Регіон | Сертифікація  | Продажі    |
| --- | ------------- | ---------- |
| Австралія (ARIA) | Золотий       | 35 000^    |
| Данія (IFPI Denmark) | 2× Платиновий | 180 000    |
| Італія (FIMI) | 4× Платиновий | 400 000    |
| Нова Зеландія (RIANZ) | 5× Платиновий | 150 000    |
| Португалія (AFP) | 6× Платиновий | 60 000     |
| Іспанія (PROMUSICAE) | 2× Платиновий | 120 000    |
| Швеція (IFPI Sweden) | Золотий       | 15 000^    |
| Швейцарія (IFPI Switzerland) | Золотий       | 20 000^    |
| Велика Британія (BPI) | 4× Платиновий | 2 400 000  |
| США (RIAA) | Діамантовий   | 10 000 000 |
| Streaming |               |            |
| Данія (IFPI Denmark) | Золотий       | 900 000    |
| ^відвантаження, що базуються лише на сертифікаціях · продажі+прослуховування, що базуються лише на сертифікаціях · лише прослуховування, що базуються лише на сертифікаціях |               |            |

## Відеокліп

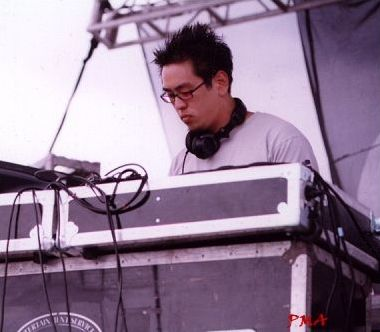
Джозеф Ган, діджей Linkin Park і співрежисер відеокліпу

Музичне відео на «In the End» було знято в липні 2001 року в Лос-Анджелесі, в проміжку між концертами світового туру Ozzfest. Режисерами кліпу стали діджей гурту Джозеф Ган та Нейтан Кокс. Вони витратили близько трьох місяців, щоб донести до компанії звукозапису власні ідеї: «Спочатку лейбл вважав, що відео було дуже несерйозним, і хотів, щоб ми зробили його більш „зубатим“», — згадував Кокс. Фінальна концепція відео відповідала циклічній структурі пісні, демонструючи еволюційні процеси в природі, а його візуальна частина була натхнена японським анімаційним фільмом «Принцеса Мононоке» (1997). Майк Шінода читає куплет на фоні сухого та безживного фантастичного ландшафту, знятого в пустелі Каліфорнії, а приспів весь гурт виконує разом на високій башті, намальованій за допомогою комп'ютерної графіки. Поступово з землі виринають потворні шипи та трава, а наприкінці відео після дощу пустеля перетворюється на зелену рівнину.
На церемонії нагородження MTV Video Music Awards 2002 року відеокліп на «In the End» здобув перемогу в номінації «Найкраще рок-відео». Він також був номіноваий у категоріях «Найкраще відео року» та «Найкраще відео гурту», але поступився відповідно «Without Me» Емінема та «Hey Baby» No Doubt і Bounty Killer.

## Критичні відгуки
Перші відгуки на творчість Linkin Park з'явилися 2000 року після виходу їхнього дебютного альбому Hybrid Theory, до якого й увійшла пісня «In the End». Музичні оглядачі критично ставилися до чергового гурту, який виконував суміш року та репу, подібно до Limp Bizkit, Korn, Papa Roach або Disturbed, вважаючи, що майбутнє рок-музики за такими колективами, як The Strokes або The White Stripes. В музичному журналі Rolling Stone платівка отримала лише 2,5 зірки з 5. В австралійському таблоїді Herald Sun зауважили, що «життя надто коротке, щоб слухати посередній рок», а в американській газеті The Indianapolis Star звернули увагу на те, що наразі реп-метал «потребує більше інновацій і менше копіювання». Разом з тим, критики схвально оцінювали емоційну насиченість та тривожність пісень гурту та вражаючий вокальний діапазон Честера Беннінгтона. «In the End» не входила до числа композицій, які звернули на себе особливу увагу після виходу альбому, але вона отримала побіжну відзнаку в канадському виданні Calgary Herald завдяки своїй чіпкій мелодії.
Після того, як пісня вийшла окремим синглом, їй присвятили декілька окремих рецензій. В британському вебзині Drowned in Sound композицію оцінили на шість балів з десяти. «Неймовірно красивий, піднесений запис, дуже далекий від бандитизму Limp Bizkit чи бездушності Papa Roach», — зауважив Джо Вісбі. Окрім щемливої фортепіанної партії він відзначив зрозумілі тексти, які, на його думку, хоч і не дотягували до рівня Джона Леннона, були кращими за Limp Bizkit чи Marilyn Manson. Журналіст британського журналу NME Пірс Мартін був більш різким, назвавши пісню «ще одним шматком бездушного MTV-шного реп-року з нижньої частини харчового ланцюга». Він висловив думку, що текст «In the End» — ні про що, та додав, що «коли світ перестане піклуватися про Linkin Park, їм доведеться звинувачувати лише самих себе».
З часом ставлення критиків до ранньої творчості Linkin Park змінилося і їхній дебютний альбом, який поєднував хіп-хоп, попмузику, рок-музику й електронну музику, став вважатися класикою ню-металу, вплинувши на розвиток рок-музики XXI століття. В онлайн-каталозі AllMusic альбом оцінили на п'ять зірок з п'яти, а «In the End» назвали однією з пісень запису, присвячених невдалим стосункам. Після виходу ювілейного видання Hybrid Theory 2020 року в музичному тижневику Kerrang! «In the End» охрестили «позачасовою» піснею, а в інтернет-виданні Pitchfork — «перлиною» платівки.

## Ремікси та демо
2002 року Linkin Park випустили альбом реміксів Reanimation, до якого увійшла композиція «Enth E Nd» — ремікс на «In the End», автором якого став хіп-хоп-продюсер KutMasta Kurt, а речитатив разом із Шінодою виконав репер Motion Man. Роб Шеффілд з журналу Rolling Stone назвав «In the End» найбільшим хітом Linkin Park, який, хоч і був по суті переспівом «Nookie» Limp Bizkit, з погляду музики та тексту поєднував у собі найкращі якості гурту. На думку оглядача, оновлена версія пісні поступалася оригіналу, але була «до біса дивною». На оновлену композицію було знято низькобюджетний відеокліп, режисером якого став Джейсон Голдвотч.
2004 року вийшов мініальбом Collision Course, записаний Linkin Park разом із репером Jay-Z. Він містив шість композицій в жанрі мешап, що були накладанням пісень обох виконавців одна на одну. Так, «Izzo (H.O.V.A.)» з альбому репера The Blueprint була поєднана з «In the End». В журналі Rolling Stone альбом отримав невисоку оцінку — дві зірки з п'яти, а на сайті Billboard відзначили, що «тематичний контраст між хвастощами Джея та жалістю до себе Linkin Park є занадто великим», що і далося взнаки на композиції «Izzo (H.O.V.A.)/In the End».
2011 року на мініальбомі Underground Eleven, що розповсюджувався серед учасників фан-клубу Linkin Park, вийшла демоверсія композиції «In The End (Demo)» з іншим текстом куплетів. 2020 року на лейблі Warner Music вийшло ювілейне перевидання альбому Hybrid Theory, присвячене двадцятиріччю релізу, яке також містило цей демозапис.

## Історичне значення

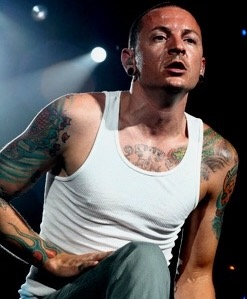
Вокаліст Linkin Park Честер Беннінгтон пішов з життя 2017 року

«In the End» вважається найуспішнішою та найвідомішою піснею Linkin Park — як на думку музичних критиків, так і за результатами опитування шанувальників колективу. В часописі Billboard композицію назвали однією з найкращих поппісень XXI століття, відзначивши її друге місце в хіт-параді синглів Hot 100. На думку Ендрю Унтерберга, одразу декілька фрагментів пісні — вступ на фортепіано, перша фраза, приспів та бридж — стали канонічними, але особливою «In the End» зробила її бездоганна структура: «Небагато пісень у будь-якому жанрі приділяють так багато уваги композиції; як для рок-музики початку 2000-х, вона була вище за всіх так само, як Честер, що залазив на гаргулью у відеокліпі». На сайті Consequence «In the End» назвали визначальною для свого жанру піснею та «мабуть, найкращим прикладом реп-року на рубежі тисячоліть, який уникнув жартівливої іронії, притаманної більшості музики, створеної сучасниками Linkin Park». З іншого боку, в журналі Kerrang! найкращою піснею Linkin Park назвали «Numb» з альбому Meteora 2003 року, але зауважили, що «In the End», яка посіла другу сходинку рейтингу, «безперечно заслужила на безсмертя».
2009 року «In the End» посіла 121 місце в списку журналу Blender «500 найкращих пісень з моменту вашого народження»: «Спочатку Linkin Park звучали так, ніби прибули на реп-метал-вечірку надто пізно, але в підсумку вони насолоджувалися найдовшою тривалістю життя, головним чином тому, що так і не навчилися бути справжніми придурками». Телеканал VH1 поставив її на 84 позицію у списку 100 найкращих пісень 2000-х. 2012 року на сайті Loudwire «In the End» визнали другою найкращою хард-роковою піснею XXI століття, після «Chop Suey!» System of a Down, та назвали її фірмовим гімном з комерційно успішного альбому Hybrid Theory та композицією, що повернула увагу до жанру ню-метал, коли той почав втрачати позиції. Пізніше на тому ж сайті її визнали одним з найдивніших хітів усіх часів, що, попри свою похмуру тематику та текст, повний безнадії, зміг здобути чимало фанатів по всьому світу. 2017 року в журналі Spin «In the End» поставили на п'яте місце в рейтингу пісень в жанрі ню-метал: «Одиноке фортепіано розпочинає вокальну дуель Честера Беннінгтона та Майка Шіноди, які цінують вираз відчайдушних, пригнічених і гірко-солодких почуттів більше, ніж різкі електронні ефекти та водоспадні гітари».
2020 року музичний кліп на «In the End» перетнув позначку у мільярд переглядів на відеохостингу YouTube, ставши другою такою роботою гурту після «Numb», що досягнула цього на два роки раніше. Станом на квітень 2025 року кліп мав 1,91 млрд переглядів та входив до десятки рок-пісень із їх найбільшою кількістю. 2021 року «In the End» стала першою піснею в жанрі ню-метал, яку прослухали понад мільярд разів на Spotify.
2024 року в українському виданні ArtWitty «In the End» назвали знаковою композицією гурту, яка зробила Linkin Park популярними та не втратила актуальності навіть через багато років:
|                                                                                                 | «In the End» від Linkin Park — це не просто пісня, а символ боротьби, прийняття і сили. Її емоційний заряд, глибокий текст і унікальне звучання зробили її особливою для мільйонів людей. Вона нагадує, що навіть у найважчі моменти ми можемо знайти спосіб рухатися вперед. Завдяки своїй універсальності і щирості, ця композиція продовжує бути джерелом натхнення. Повертаючись до неї, ми не лише згадуємо про минуле, а й переосмислюємо свої життєві виклики. |
| — «Від болю до сили: огляд пісні In the End гурту Linkin Park». Олег Іванів, ArtWitty, 2024 рік | |